# Gouvernement Leterme I
Pour les articles homonymes, voir Gouvernement Leterme.
Royaume de Belgique
Verhofstadt III Van Rompuy
Le gouvernement Leterme I est le gouvernement fédéral du royaume de Belgique entre le 20 mars et le 30 décembre 2008, durant la 52e législature de la Chambre des représentants.

## Historique du mandat
Dirigé par le nouveau Premier ministre chrétien-démocrate flamand Yves Leterme, précédemment vice-Premier ministre et ministre du Budget, ce gouvernement est constitué et soutenu par une coalition entre les Christen-Democratisch en Vlaams (CD&V), le Mouvement réformateur (MR), l'Open Vlaamse Liberalen en Democraten (Open VLD), le Parti socialiste (PS) et le Centre démocrate humaniste (CDH). Ensemble, ils disposent de 101 représentants sur 150, soit 67,3 % des sièges de la Chambre des représentants.
Il est formé à la suite de la démission du Premier ministre libéral flamand Guy Verhofstadt, au pouvoir depuis 1999.
Il succède donc au gouvernement Verhofstadt III, constitué et soutenu par une coalition identique et formé pour un délai de 90 jours afin de permettre à Leterme de mettre sur pied son propre exécutif à la suite d'une crise politique de 6 mois et 11 jours.
Le 20 mars 2008, à la date convenue lors de l'entrée en fonction du cabinet transitoire de Verhofstadt, Yves Leterme délivre sa déclaration de politique générale devant la Chambre des représentants.
À peine quatre mois plus tard, le 14 juillet, le Premier ministre présente sa démission au roi après avoir constaté les profonds désaccords au sein du CD&V sur un nouvel accord institutionnel. Le souverain la rejette trois jours plus tard et nomme trois émissaires, l'ancien ministre chrétien-démocrate francophone Raymond Langendries, l'ancien ministre-président libéral de Bruxelles-Capitale François-Xavier de Donnea et le ministre-président socialiste de la Communauté germanophone Karl-Heinz Lambertz pour « examiner de quelle manière des garanties peuvent être offertes pour entamer d'une manière crédible un dialogue institutionnel ».
Maintenu au pouvoir, Yves Leterme renonce de nouveau à sa charge le 19 décembre, en conséquence de l'affaire Fortis, dans laquelle le président de la Cour de cassation accuse le gouvernement d'avoir fait pression sur la justice dans le cadre du rachat de la banque Fortis. Il fait savoir qu'il n'a pas l'intention de se succéder ou d'exercer toute autre fonction gouvernementale. Après trois jours de consultation, Albert II accepte cette fois-ci la démission du Premier ministre et le charge avec son gouvernement d'expédier les affaires courantes.
Après la mission d'exploration confiée à l'ancien Premier ministre chrétien-démocrate flamand Wilfried Martens, la formation d'un nouveau cabinet est confiée au président de la Chambre des représentants chrétien-démocrate flamand Herman Van Rompuy. Celui-ci reconstitue la majorité qui soutenait Leterme et forme le 30 décembre sa propre équipe gouvernementale.

## Composition
| Fonction                                                                             | Titulaire | Titulaire                 | Titulaire                                     | Parti    |
| ------------------------------------------------------------------------------------ | --------- | ------------------------- | --------------------------------------------- | -------- |
| Premier ministre                                                                     |           | Yves Leterme              | Yves Leterme                                  | CD&V     |
| Vice-Premier ministre Ministre des Finances, chargé des Réformes institutionnelles   |           | Didier Reynders           | Didier Reynders                               | MR       |
| Vice-Première ministre Ministre des Affaires sociales et de la Santé publique        |           | Laurette Onkelinx         | Laurette Onkelinx                             | PS       |
| Vice-Premier ministre Ministre de l'Intérieur                                        |           | Patrick Dewael            | Patrick Dewael                                | Open VLD |
| Vice-Premier ministre Ministre de la Justice, chargé des Réformes institutionnelles  |           | Jo Vandeurzen             | Jo Vandeurzen                                 | CD&V     |
| Vice-Première ministre Ministre de l'Emploi et de l'Égalité des chances              |           | Joëlle Milquet            | Joëlle Milquet                                | CDH      |
| Ministre des Affaires étrangères                                                     |           | Karel De Gucht            | Karel De Gucht                                | Open VLD |
| Ministre des PME, des Indépendants, de l'Agriculture et de la Politique scientifique |           | Sabine Laruelle           | Sabine Laruelle                               | MR       |
| Ministre de l'Intégration sociale, des Pensions et des Grandes villes                |           | Marie Arena               | Marie Arena                                   | PS       |
| Ministre de la Défense                                                               |           | Pieter De Crem            | Pieter De Crem                                | CD&V     |
| Ministre du Climat et de l'Énergie                                                   |           | Paul Magnette             | Paul Magnette                                 | PS       |
| Ministre de la Coopération au développement                                          |           | Charles Michel            | Charles Michel                                | MR       |
| Ministre de la Fonction publique et des Entreprises publiques                        |           | Inge Vervotte             | Inge Vervotte                                 | CD&V     |
| Ministre de l'Économie, de l'Innovation et de la Simplification administrative       |           | Vincent Van Quickenborne  | Vincent Van Quickenborne                      | Open VLD |
| Ministre de la Politique de migration et d'asile                                     |           | Annemie Turtelboom        | Annemie Turtelboom                            | Open VLD |
| Secrétaire d'État à la Mobilité                                                      |           | Etienne Schouppe          | Etienne Schouppe                              | CD&V     |
| Secrétaire d'État à la Coordination de la lutte contre la fraude fiscale             |           | Carl Devlies              | Carl Devlies                                  | CD&V     |
| Secrétaire d'État aux Finances                                                       |           | Bernard Clerfayt          | Bernard Clerfayt                              | FDF      |
| Secrétaire d'État à la Préparation de la présidence belge de l'Union européenne      |           | Olivier Chastel           | Olivier Chastel                               | MR       |
| Secrétaire d'État aux Personnes handicapées                                          |           | Julie Fernandez Fernandez | Julie Fernandez Fernandez                     | PS       |
| Secrétaire d'État au Budget et à la Politique des familles                           |           | Melchior Wathelet         | Melchior Wathelet                             | CDH      |
| Secrétaire d'État à la Lutte contre la pauvreté                                      |           | Frédéric Laloux           | Frédéric Laloux (jusqu'au 19 avril 2008)      | PS       |
| Secrétaire d'État à la Lutte contre la pauvreté                                      |           | Jean-Marc Delizée         | Jean-Marc Delizée (à partir du 19 avril 2008) | PS       |